# Ade (Obilić)
Pour les articles homonymes, voir Ade.
Hade en albanais et Ade en serbe latin (en serbe cyrillique : Аде) est une localité du Kosovo située dans la commune/municipalité d'Obiliq/Obilić, district de Pristina (Kosovo) ou district de Kosovo (Serbie). Selon le recensement kosovar de 2011, elle compte 534 habitants, tous albanais.

## Démographie

### Évolution historique de la population dans la localité
| 1948 | 1953  | 1961  | 1971  | 1981  | 1991  | 2011 |
| ---- | ----- | ----- | ----- | ----- | ----- | ---- |
| 986  | 1 127 | 1 407 | 1 833 | 2 105 | 2 193 | 534  |

|  |